# Marrabenta Stories
Marrabenta Stories és un documental de Moçambic de 2004 dirigit per Karen Boswall sobre la marrabenta, la música nacional de Moçambic.

## Argument
Joves músics de Moçambic, que solen tocar jazz, funk i hip hop, s'uneixen a un grup de gent gran que són estrelles de la marrabenta, la música popular tradicional de Moçambic. Junts formen una banda anomenada Mabulu i barregen els seus diferents estils de música. Les «velles glòries», com els anomenen afectuosament els seus fans, encara viuen a Maputo i sobreviuen, com ho han fet durant els últims cinquanta anys, cantant cançons que descriuen els detalls tristos i divertits de la seva vida quotidiana.

## Estrena
La pel·lícula es va presentar en nombrosos festivals de cinema, inclosos el DocLisboa a Portugal, FCAT a Espanya, Dockanema a Moçambic, el Festival Internacional de Cinema de Durban a Sud-àfrica, Africa in the Picture als Països Baixos i l'Afrika Filmfestival a Bèlgica.